# Resolutie 2097 Veiligheidsraad Verenigde Naties
Resolutie 2096 van de Veiligheidsraad van de Verenigde Naties werd met unanimiteit van stemmen op 26 maart 2013 aangenomen door de VN-Veiligheidsraad. De resolutie verlengde het VN-vredeskantoor in Sierra Leone een laatste keer, tot eind maart 2014.

## Achtergrond
In Sierra Leone waren jarenlang etnische spanningen tussen verschillende bevolkingsgroepen. In 1978 werd het een eenpartijstaat met een regering die gekenmerkt werd door corruptie en wanbeheer van onder meer de belangrijke diamantmijnen. Intussen was in buurland Liberia een bloedige burgeroorlog aan de gang, en in 1991 braken ook in Sierra Leone vijandelijkheden uit. In de volgende jaren kwamen twee achtereenvolgende militaire regimes aan de macht, waarvan vooral het laatste een schrikbewind voerde. Het werd eind 1998 met behulp van buitenlandse troepen verjaagd, maar begon begin 1999 een bloedige terreurcampagne. Pas in 2002 kwam er een einde aan de gevechten.

## Inhoud

### Waarnemingen
Sierra Leone had grote vooruitgang geboekt naar vrede en stabiliteit en de basis voor de langetermijnontwikkeling van het land was gelegd. In november 2012 hadden met succes verkiezingen plaatsgevonden. De hoge opkomst daarvan toonde de democratische aspiraties van de bevolking aan. Het VN-vredeskantoor, het VN-landenkantoor en internationale partners hadden een belangrijke rol gespeeld bij de organisatie van deze verkiezingen. Het land spande zich hard in om vooruit te komen en zou op steun van de VN kunnen blijven rekenen. Er werd gevraagd dat de speciale rechtbank die oud-president Charles Taylor berechtte tegen 30 september 2013 zou worden afgerond. Ten slotte werd nog gewezen op de georganiseerde misdaad en corruptie, die problematisch bleven.

### Handelingen
Het mandaat van UNIPSIL werd verlengd tot 31 maart 2014. Gezien de goed verlopen verkiezingen werd besloten de missie tegen die datum geheel terug te trekken. De taken ervan zouden dan worden overgedragen aan een VN-landenteam. Er zou met Sierra Leone overlegd worden over de rol die de VN vanaf dan nog zouden spelen. UNIPSIL werd gevraagd zich te richten op politieke dialoog, de grondwetsherziening, hervorming van de veiligheidsdiensten en de mensenrechten. Ook werd erop aangedrongen dat Sierra Leone mannen en vrouwen gelijke rechten zou geven, zodat vrouwen meer betrokken zouden worden bij politieke kwesties.

## Verwante resoluties
- Resolutie 2005 Veiligheidsraad Verenigde Naties (2011)
- Resolutie 2065 Veiligheidsraad Verenigde Naties (2012)

Lijst ·  2086 ·  2087 ·  2088 ·  2089 ·  2090 ·  2091 ·  2092 ·  2093 ·  2094 ·  2095 ·  2096 ·  2097 ·  2098 ·  2099 ·  2100 ·  2101 ·  2102 ·  2103 ·  2104 ·  2105 ·  2106 ·  2107 ·  2108 ·  2109 ·  2110 ·  2111 ·  2112 ·  2113 ·  2114 ·  2115 ·  2116 ·  2117 ·  2118 ·  2119 ·  2120 ·  2121 ·  2122 ·  2123 ·  2124 ·  2125 ·  2126 ·  2127 ·  2128 ·  2129 ·  2130 ·  2131 ·  2132